# Thàng Tín
Thàng Tín là một xã thuộc tỉnh Tuyên Quang, Việt Nam.

## Địa lý
Xã Thàng Tín nằm cách trung tâm huyện Hoàng Su Phì 18,7 km về phía bắc, có vị trí địa lý:
- Phía đông giáp xã Pố Lồ
- Phía nam giáp xã Chiến Phố
- Phía tây giáp xã Bản Máy và Trung Quốc
- Phía bắc giáp Trung Quốc.

Xã Thàng Tín có diện tích 22,48 km², dân số năm 2019 là 2.068 người, mật độ dân số đạt 92 người/km².

## Hành chính
Xã Thàng Tín được chia thành 7 thôn, bản: Trồ Thượng, Ngài Thầu, Giáp Trung, Ngài Trồ, Coóc Rạc, Tả Chải, Hoàng Lao Chải.

## Lịch sử
Trước năm 1945, xã Thàng Tín là vùng đất thuộc xã Bản Máy (Man Mây) của huyện Hoàng Su Phì.
Ngày 30 tháng 4 năm 1962, xã Bản Máy được tách thành 5 xã: Bản Phùng, Bản Máy, Bản Pắng, Nàn Xỉn, Thàng Tín.
Ngày 14 tháng 5 năm 1981, Hội đồng Chính phủ ban hành Quyết định 185/1981/QĐ-CP về việc tách các xóm Cao Sơn Thượng, Cao Sơn Hạ của xã Thàng Tín sáp nhập vào xã Pố Lồ.

### Lịch sử các thôn
Ban đầu, xã Thàng Tín gồm 5 thôn, bản: Giáp Trung, Ngài Trồ, Coóc Rạc, Tả Chải, Hoàng Lao Chải.
- Năm 1981, thôn Ngài Trồ được tách thành hai thôn là Ngài Trồ và Trồ Thượng.
- Năm 2012, thôn Hoàng Lao Chải mới được thành lập trên cơ sở chia tách từ thôn Giáp Trung.[4]
- Năm 2013, thôn Giáp Trung tách thành hai thôn là Giáp Trung và Hoàng Lao Chải.

Tổng số thôn, bản hiện nay là 7 thôn, bản, trong đó có 2 thôn Giáp Trung, Hoàng Lao Chải có đường biên giới giáp với Trung Quốc, tổng chiều dài đường biên của xã 5 km.